# Massagem sueca
A massagem sueca é um estilo de massagem desenvolvido na Suécia por Pehr Henrik Ling, no século XIX.
Ling era ginasta e esgrimista. Pesquisou estilos de massagens antigas, como a dos romanos e dos chineses e estudou a relação tipo de manobra versus velocidade e intensidade da mesma e qual o efeito no organismo humano. A massagem no Ocidente, muito popular na Grécia e na Roma antiga, foi praticamente banida na Idade Média, devido a dogmas religiosos, que viam toda forma de atividade corporal, como algo pecaminoso. Esse fato não ocorreu no Oriente, por isso na época de Per Henrik Ling, os chineses ainda preservavam suas técnicas avançadas de terapias corporais, como o Anmá e o Tuiná.
O principal benefício fisiológico da massagem sueca é a estimulação da circulação sanguínea na musculatura e a liberação do hormônio ocitocina. Muito útil para atletas e pessoas com dores musculares decorrentes de tensão.
Seu estilo ficou conhecido em toda a Europa e estudantes de vários países aprenderam sua técnica e a disseminaram no Ocidente.
No Brasil, a massagem sueca também ficou conhecida como "massagem clássica".

## Método
As manobras baseiam-se em movimentos de deslizamento, amassamento, rolamento, tapotamento, fricção e alongamento. Todas as manobras seguem um sentido específico (geralmente em direção ao coração, facilitando o retorno do sistema venoso. E sua pressão pode variar de leve a moderada, e em alguns casos profunda ou muito profunda, de acordo com o objetivo a ser alcançado.

## Entidades de Classe e Associações
Existem diversas entidades de classe no Brasil em defesa dos profissionais de massoterapia. Algumas locais, outras estaduais e também federais. Uma estimativa não oficial determina que existem em torno de 90.000 profissionais no Brasil. Em geral ligados a clubes de futebol e times de esportes coletivos.